# 迫間村 (岐阜県)
迫間村（はさまむら）は、かつて岐阜県加茂郡にあった村である。
現在の関市迫間、迫間台、新迫間などに該当する。

## 歴史
- 1889年（明治22年）7月1日 - 町村制により、迫間村が発足。
- 1897年（明治30年）4月1日 - 西田原村、小迫間村、大杉村、稲口村、東田原村と合併し、田原村が発足。同日迫間村は廃止。

## 教育
- 迫間尋常小学校（1907年に西田原尋常小学校（現・関市立田原小学校）に合併）

## 神社・仏閣
- 迫間不動